# Atheta britanniae
Atheta britanniae är en skalbaggsart som beskrevs av Max Bernhauer och Otto Scheerpeltz 1926. Atheta britanniae ingår i släktet Atheta, och familjen kortvingar. Arten är reproducerande i Sverige.